# Blairsville (Pennsilvània)
Blairsville és una població dels Estats Units a l'estat de Pennsilvània. Segons el cens del 2000 tenia 3.607 habitants.

## Demografia
Segons el cens del 2000, Blairsville tenia 3.607 habitants, 1.631 habitatges, i 983 famílies. La densitat de població era de 1.001,9 habitants per quilòmetre quadrat.
Dels 1.631 habitatges en un 25,4% hi vivien nens de menys de 18 anys, en un 46,8% hi vivien parelles casades, en un 10,1% dones solteres, i en un 39,7% no eren unitats familiars. En el 36,3% dels habitatges hi vivien persones soles el 19,1% de les quals corresponia a persones de 65 anys o més que vivien soles. El nombre mitjà de persones vivint en cada habitatge era de 2,21 i el nombre mitjà de persones que vivien en cada família era de 2,9.
Per edats la població es repartia de la següent manera: un 22,4% tenia menys de 18 anys, un 6,5% entre 18 i 24, un 27,3% entre 25 i 44, un 22,7% de 45 a 60 i un 21,2% 65 anys o més.
L'edat mediana era de 41 anys. Per cada 100 dones de 18 o més anys hi havia 85,2 homes.
La renda mediana per habitatge era de 30.625 $ i la renda mediana per família de 38.585 $. Els homes tenien una renda mediana de 32.563 $ mentre que les dones 22.049 $. La renda per capita de la població era de 16.771 $. Entorn del 6,8% de les famílies i l'11,2% de la població estaven per davall del llindar de pobresa.

## Poblacions més properes
El següent diagrama mostra les poblacions més properes.